# Tõnis Vilu

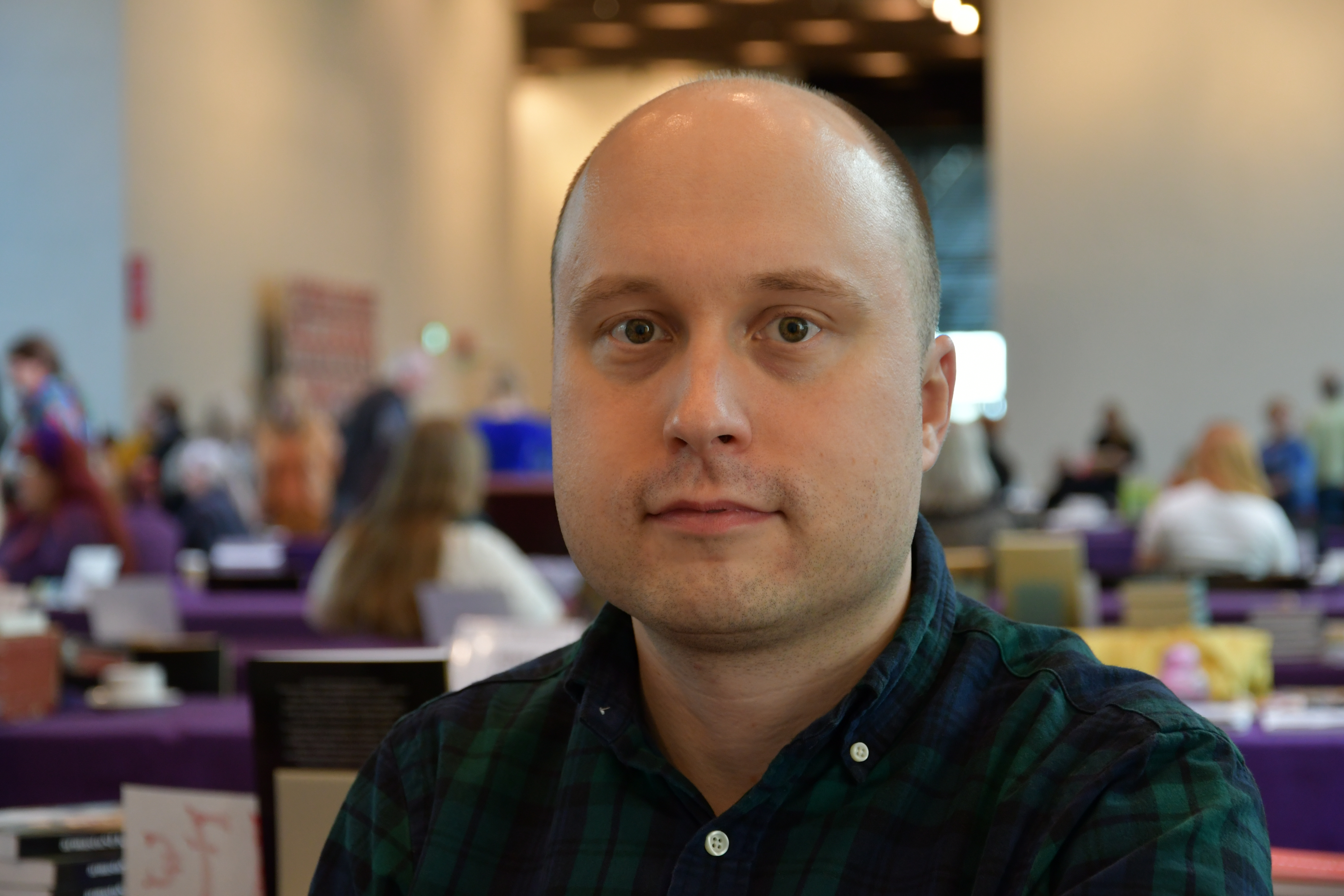
Tõnis Vilu (2025)

Tõnis Vilu (* 14. Mai 1988) ist ein estnischer Dichter.

## Leben und Werk
Tõnis Vilu studierte an der Universität Tartu estnische Literatur und schrieb 2014 seine Magisterarbeit über Uku Masing. Sein 2013 erschienener erster Gedichtband wurde von der Kritik als „reifes Debüt“ bezeichnet und auch die weiteren in rascher Folge erscheinenden Lyriksammlungen wurden immer positiv(er) besprochen. 2022 stellte der Lyrik Aare Pilv fest: „In den 2010er Jahren waren für mich persönlich die beiden wichtigsten Ereignisse, dass Urmas Vadi weiterhin einfach nur reines Gold schreibt und dass sich in der estnischen Lyrik Tõnis Vilu als wichtiger Autor gefestigt hat. Dass Vadi in seiner Art Spitzenniveau erreicht, war vorherzusagen und sehr erwartet, Vilus Auftauchen dagegen war vollkommen unvorhersagbar, das konnte man sich gar nicht erhoffen.“
Charakteristisch für Vilus Lyrik sind Gesellschaftskritik und politische Aussagen, worin ihm seine Kollegin Sveta Grigorjeva in ihrer Rezension beipflichtet: „Solange die neoliberale Denkweise eines ‚alles ist Ware‘ auf der Welt immer erbarmungsloser um sich greift und die Gesellschaften darin wetteifern, welche als erste den Faschismus einführt, besteht für mich kein Grund, das strukturelle Rahmenwerk, das den Menschen umgibt und ihn als Menschen bestimmt und auf ihn einwirkt, sowie die daher rührenden Probleme einfach zu ignorieren. Und weiterzudichten. Über Liebe, Sonne, Wein und Geliebte.“
Vilu ist seit 2022 Mitglied des Estnischen Schriftstellerverbandes.

## Auszeichnungen
- 2017 Gustav-Suits-Preis
- 2021 Jahrespreis des Estnischen Kulturkapitals (Lyrik)

## Bibliografie
- Oh seda päikest ('Oh, diese Sonne'). Tartu: Värske Rõhk 2012. 92 S.
- Ilma ('Ohne'). Tallinn: Tuum 2014. 59 S.
- Igavene kevad ('Ewiger Frühling'). Tallinn: Tuum 2015. 143 S.
- Uus Eesti aed ('Der neue estnische Garten'). 2015. 79 S.
- Kink psühholoogile ('Geschenk für einen Psychologen'). Tallinn: EKSA 2016. 85 S.
- Libavere. Mõned üksikud luuletused ('Libavere. Einige vereinzelte Gedichte'). Tartu: Häämaa 2018. 67 S.
- Tundekasvatus. Jaapani surmaluuletused ('Gefühlserziehung. Japanische Todesgedichte'). Tartu: Häämaa 2020. 96 S.
- Kõik linnud valgusele ('Alle Vögel zum Licht'). Tallinn: Kultuurileht 2022. 80 S. (Loomingu Raamatukogu 10/2022)

## Sekundärliteratur
- Mariann Tihane: Päikesevilu ja, in: Vikerkaar 7–8/2013, S. 149–152.
- Jaak Tomberg: Keeö pärast ilma, in: Vikerkaar 10–11/2014, S. 176–178.
- Hasso Krull: Tardumusse venitatud avaus. Tõnis Vilu utoopiline aeg, in: Vikerkaar 9/2016, S. 100–108.
- Tõnis Vilu / Carolina Pihelgas: Mina olen ka loodus, in: Looming 1/2016, S. 82–88.
- Eve Annuk: Õigus olla eriline, in: Keel ja Kirjandus 6/2017, S. 472–474.
- Joosep Susi, Jaak Tomberg: Keeldehammustustest sündiv armastus, in: Vikerkaar 12/2019, S. 126–134.
- Sveta Grigorjeva: „Kas tappa end või kirjutada veel üks luuletus?“, in: Vikerkaar 7–8/2020, S. 158–161.
- Mart Velsker: Kuuleb oma mõtete keelt, in: Looming 9/2020, S. 1316–1319.
- Katrin Väli: Puhtakujuliselt haige mehe psühhograafia, in: Looming 7/2022, S. 995–997.
- Aare Pilv: Tänukiri, in: Vikerkaar 7–8/2022, S. 164–167.